# Johann Philipp Becker

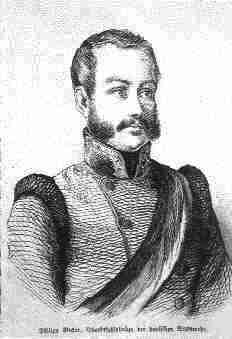
Johann Philipp Becker um 1849

Johann Philipp Becker (* 20. März 1809 in Frankenthal (Pfalz); † 9. Dezember 1886 in Genf) war ein deutscher Revolutionär der badischen Revolution 1849. Er war einer der maßgeblichen Organisatoren der badischen Volkswehr. Später war er Schweizer Sozialdemokrat und führendes Mitglied der I. Internationale sowie Redakteur von deren Schweizer Presseorgan. Seit den 1870er Jahren verband ihn eine enge Freundschaft mit Karl Marx, insbesondere aber mit Friedrich Engels.

## Biografie

### Kleinbürgerlicher Demokrat
Geboren wurde Becker als Sohn eines Schreiners im pfälzischen Frankenthal. Die Geburtsurkunde weist ihn mit dem Vornamen Jean Philippe aus, da sein Geburtsort damals mit dem Département du Mont-Tonnerre (Département Donnersberg) zu Frankreich gehörte. Er erlernte den Beruf des Bürstenbinders, in welchem er den Meisterbrief erwarb. Bereits in jungen Jahren zeigte er radikaldemokratisches Engagement, so stimmte er als Zwanzigjähriger beim Besuch seines Landesherrn die Marseillaise an, wobei er sich zudem demonstrativ unter einen von seinem Großvater gepflanzten Freiheitsbaum gestellt hatte.
Mit 21 Jahren heiratete er seine Jugendliebe Elisabeth, die ihm eine treue Weggefährtin wurde. 1832 besuchte er das Hambacher Fest, von dem er den Beginn einer deutschen Revolution erhoffte. Aufgrund seiner revolutionären Reden kam er vor Gericht, wurde am 29. Oktober 1833 jedoch vom Appellationsgericht Zweibrücken freigesprochen. Er ist im Schwarzen Buch der Frankfurter Bundeszentralbehörde (Eintrag Nr. 84) festgehalten. Im November wurde er erneut verhaftet und für 11 Monate in Haft gehalten.
Für seine humorig-ironische Sicht auf die Ereignisse in Hambach sprechen folgende von ihm später verfasste Zeilen:
Und ob der Himmel wetterschwül / in Flammenzeichen krachte,
verlief im großen Festgewühl / der Freiheitsmai ganz sachte.
Im Mai 1838 siedelte er mit seiner Frau und seinen Kindern in die Schweiz über, zunächst nach Bern, später nach Biel, wo er 1847 als Bürger aufgenommen wurde. In unterschiedlichen Gewerben gelangte er zu einem bescheidenen Wohlstand und wurde 1842 sogar Teilhaber einer Zigarrenfabrik. Dennoch blieb er seinen radikaldemokratischen Ideen treu. 1847 nahm er als Stabssekretär und Adjutant von Ulrich Ochsenbein auf der Seite der liberalen Kantone am Schweizer Sonderbundskrieg teil. Trotz der kurzen Dauer der Kampfhandlungen gewann er hier militärische Erfahrungen, die ihm später in Baden zugutekommen sollten. Am 9. Februar 1847 wurde er auf eigenen Antrag hin Bürger des Kantons Bern. Im selben Jahr büßte er jedoch durch die Wirtschaftskrise den größten Teil seines Vermögens wieder ein und musste die Zigarrenfabrik aufgeben.

### Freischärler
Die Februarrevolution in Paris 1848 wurde von Becker freudig begrüßt: „Nun ist endlich die Zeit gekommen, in der es eine Freude ist zu leben“, schrieb er einem Freund. Während der Märzrevolution in Deutschland initiierte er eine Zusammenkunft von in der Schweiz lebenden deutschen Demokraten in Biel. Eine „Deutsche Legion“ sollte gegründet werden.
Noch bevor die Vorbereitungen zur Reife gediehen waren, kam die Nachricht, dass Friedrich Hecker in Konstanz die Republik ausgerufen habe. Zur Unterstützung des Heckeraufstandes in Baden zog Becker mit 50 Freischärlern in Baden ein. Da Hecker im Gefecht auf der Scheideck bei Kandern am 20. April 1848 vernichtend geschlagen worden war, schloss sich Becker der Schar des ehemaligen badischen Oberleutnants Franz Sigel an. Ein geplanter Angriff der Sturm auf Freiburg scheiterte jedoch, die revolutionäre Truppe wurde von badischen und hessischen Truppen zurückgeschlagen und zerstreute sich. Becker, der mit seiner Schar bis zuletzt ausgeharrt hatte, musste sich ebenfalls zurückziehen. Noch einmal rief er zur Unterstützung der badischen Revolutionäre auf: als Gustav Struve im September einen erneuten Aufstand wagte. Auch dieser wurde im Gefecht um Staufen rasch niedergeschlagen, und Becker konnte mit etwa 700 Mann nur noch durch Besetzung der Schusterinsel bei Weil am Rhein den Rückzug der versprengten Truppen decken. Aus den fehlgeschlagenen Aktionen gewann Becker die Einsicht, dass eine sorgsame Vorbereitung für einen Erfolg notwendig sei.
Um seinen Überzeugungen Ausdruck zu verleihen, gab er im Dezember 1848 eine radikale Zeitung mit dem nur allzu deutlichen Titel „Die Revolution“ heraus. Im Januar 1849 wurde Becker aus dem Kanton Bern ausgewiesen und zog nach Neufchâtel um, wo er, durch die Erfahrung gewitzt, sein Blatt als „Die -Evolution“ fortführte.

### Organisator der badischen Volkswehr
Als im Mai 1849 durch Aufstände in der Pfalz und in Baden die Revolution neu aufflammte, eilte Becker nach Karlsruhe und stellte sich dem Landesausschuss zur Verfügung. Rastatter Truppen hatten am 11. Mai gegen die miserable Behandlung gemeutert, die ganze Badische Armee erklärte sich für revolutionär. Wiewohl der Landesausschuss der Volksvereine, der nach der Flucht des Großherzogs Leopold unter Lorenz Brentano zunächst die Regierungsgeschäfte übernommen hatte, allzu radikale Maßnahmen vermied, wurde der als entschlussfreudig bekannte Becker zum Oberbefehlshaber der – erst noch zu schaffenden – Volkswehr berufen.
Die Einberufung und Bewaffnung aller ledigen Männer von 18 bis 30 Jahren war bereits von der Volksversammlung beschlossene Sache, doch bislang nicht organisiert worden. Becker nahm sich der immensen Arbeit an; zu seinen engen Mitarbeitern zählte Gustav Tiedemann, den er zu seinem Stabschef ernannte, Alfred Michel als Generaladjutant und Heinrich Hattemer als Stabssekretär, Max Dortu zunächst als sein Bürochef, später als Kommandeur eines Bataillons. Rekrutierungskommissare wurden entsandt, Subaltern- und Unteroffiziere der Linientruppen als Ausbilder benannt, Waffen und Ausrüstung organisiert. Oft wurde die Arbeit von Zivilkommissaren und konservativen Mitarbeitern Brentanos behindert. So konnten nur knapp 25 Bataillone der Volkswehr zu je 500 Mann geschaffen werden; die Hälfte dessen, was geplant gewesen war. Neben der Volkswehr bildeten sich aber weitere irreguläre Einheiten, darunter die seinerzeit von Becker initiierte „Deutsche Legion in der Schweiz“, die wegen des starken Zulaufs durch flüchtige Demokraten aus anderen deutschen Staaten aber bald die Flüchtlingslegion genannt wurde. Befehligt wurde sie von dem 60-jährigen Uhrmacher Georg Böhning (auch: Böning), der sich Meriten bereits im griechischen Unabhängigkeitskampf erworben hatte.
Am 24. Mai rückten einige Schwadronen des Dragonerregiments „Großherzog“ unter der Führung konterrevolutionärer Offiziere in Karlsruhe ein. Die Landeshauptstadt war von regulären Truppen nahezu entblößt. Becker ließ das Rathaus und die strategisch wichtigsten Punkte durch Volkswehr und Freischärler sichern; der Handstreich der Dragoner war misslungen. Ihre Offiziere wurden verhaftet.
Als sich am 1. Juni der Landesausschuss auflöste und sich eine Provisorische Regierung konstituierte, die ganz im Fahrwasser des alle radikalen Maßnahmen ablehnenden Brentano schwamm, sorgten sich Becker und seine politischen Freunde um das Schicksal der Revolution, denn preußische Truppen sowie ein gemischtes Bundeskorps waren bereits zu ihrer Niederschlagung auf dem Marsch. Nur entschiedene Maßnahmen gäben nun noch eine Aussicht auf Erfolg. In der Tradition der französischen Klubs zur Zeit der ersten Revolution formierte sich eine Gruppe von Demokraten am 5. Juni zum „Klub des entschiedenen Fortschritts“, neben Struve gehörte Becker zu den führenden Köpfen.
Eine Delegation des Klubs überreichte Brentano ein 11-Punkte-Programm mit den wichtigsten Forderungen: Entlassung und Bestrafung konterrevolutionärer Beamter und Offiziere, Absetzung des reaktionären Oberbefehlshabers Beck und Berufung des polnischen Freiheitskämpfers Ludwik Mierosławski und weitere Maßnahmen. Um den Forderungen Nachdruck zu verleihen, ließ Becker strategisch wichtige Punkte der Stadt besetzen. Brentano reagierte mit der Festsetzung der Delegation des Klubs, neben Becker auch Struve, Böhning und Wilhelm Liebknecht. Die drohende Haltung der Freischärler zwang ihn jedoch zu ihrer baldigen Freilassung. Becker und Böhning gingen an die Neckarlinie, wo der Einmarsch der konterrevolutionären Truppen erwartet wurde.

#### Truppenkommandeur am Neckar
Mittlerweile war es an der badisch-hessischen Grenze zu den ersten bewaffneten Zusammenstößen gekommen. Franz Sigel, ein ehemaliger badischer Leutnant, nun mit 24 Jahren Oberst und Kriegsminister, hatte den Kriegszustand und das Standrecht verkündet und die Verteidigung der Neckarlinie vorbereitet. Er betraute Becker mit dem Kommando über das Fliegende Korps im Odenwald und mit der Organisation der Volkswehr im Neckargebiet. Becker unterstanden damit zunächst 1.600 Mann aus verschiedenen Einheiten, von denen das Bataillon Böning die zahlenmäßig stärkste war. Bekleidung, Bewaffnung und Disziplin der Mannschaften ließen noch zu wünschen übrig. Beim ersten Vorstoß von Heidelberg aus auf hessisches Territorium nach Waldmichelbach und Siedelsbrunn gerieten Beckers Einheiten in Unordnung, einige zeigten offenen Ungehorsam. Ihr Befehlshaber griff entschlossen durch. Begeistert hingegen folgten ihm seine Leute bei einem Nachtangriff auf das hessische Städtchen Hirschhorn unmittelbar am Neckarufer, um drei Kompanien der Hanauer Turner, die im Schloss von Hirschhorn belagert werden, herauszuhauen. Die Aktion hatte Erfolg. der Feind zog sich zurück, die Hanauer konnten abmarschieren. Die erfolgreiche Aktion hatte die Stimmung deutlich gehoben und das Band zwischen Truppe und Kommandeur gefestigt. Vom inzwischen eingetroffenen neuen Oberbefehlshaber Mieroslawski erhielt Becker den Befehl, Ziegelhausen bei Heidelberg zu besetzen, die Kräfte mussten für den erwarteten Kampf konzentriert werden. Am Morgen des 15. Juni begann der Angriff des Bundeskorps auf die badische Neckarlinie.

#### Das Gefecht bei Durlach
„Dies ist wohl die glänzendste Episode im ganzen badisch-pfälzischen Feldzug“, urteilte Friedrich Engels, der als Adjutant von August Willich selbst in einer pfälzischen Einheit den Feldzug mitgemacht hatte. Mit kaum 1000 Mann hielt Becker im Gefecht bei Durlach am  25. Juni 1849 die Linie an der Pfinz über vier Stunden gegen eine ganze preußische Division und forderte das Eingreifen von zwei weiteren Divisionen heraus, um den Rückzug der Revolutionsarmee aus Karlsruhe zu decken.

### Weitere politische Entwicklung

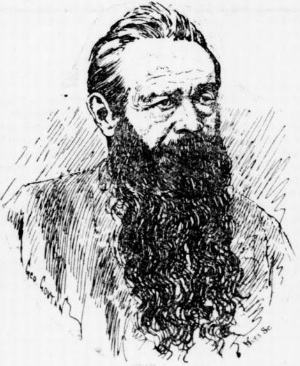
Johann Philipp Becker im Alter

Nach seiner Rückkehr in die Schweiz zog Becker mit seiner Familie nach Genf um und begründete eine Schankwirtschaft. Noch im gleichen Jahr schrieb er gemeinsam mit seinem früheren Mitstreiter Christian Essellen eine „Geschichte der süddeutschen Mairevolution 1849“, die noch im selben Jahr in Genf erschien. Wegen der vielen darin enthaltenen militärischen Details stützte sich Engels bei seiner Schrift „Die deutsche Reichsverfassungskampagne“ auf dieses Buch. Wirtschaftlich geriet Becker in immer größere Schwierigkeiten, seine Schankwirtschaft musste er veräußern, in den nächsten Jahren arbeitete er als Photograph, Gemüsehändler, Handelsvertreter und Druckereibesitzer. Von 1856 bis 1860 lebte er in Paris, hatte aber auch hier kein Glück.
1860 trat er erstmals mit Karl Marx in Verbindung; er sandte ihm unaufgefordert Material über den in der Schweiz lebenden Carl Vogt zu, der Marx und andere Kommunisten in einem Pamphlet angegriffen hatte. Marx nutzte das Material zu einer Replik.
Als sich in Italien unter Giuseppe Garibaldi die Bewegung zur Einigung Italiens formierte, ging Becker für zwei Jahre nach Genua, um dort die Bildung einer deutschen Freiwilligenlegion zur Unterstützung Garibaldis zu forcieren. Wieder in Genf begründete Becker den „Eidgenössischen Volksverein“ und betätigte sich als Publizist.

### Zur „Frauenfrage“
Becker, als Organisator der Arbeiterinternationale (IAA) in der Schweiz, befasste sich in seinen Schriften wiederholt mit der Stellung der Frauen in der Gesellschaft. Zwischen 1866 und 1871 radikalisierte er seine Position für die Gleichberechtigung der Geschlechter, was sich vor allem in seinen Beiträgen im „Vorboten“ zeigt, dem Organ der IAA. Auch im Vorwort, genannt „Standpunkt“, seiner Schrift Wie und Wann? sind 4 Seiten dem Thema gewidmet. In den Psalmen in Reinform findet sich eine ironische Kritik der bürgerlichen Ehe.

## Ehrungen

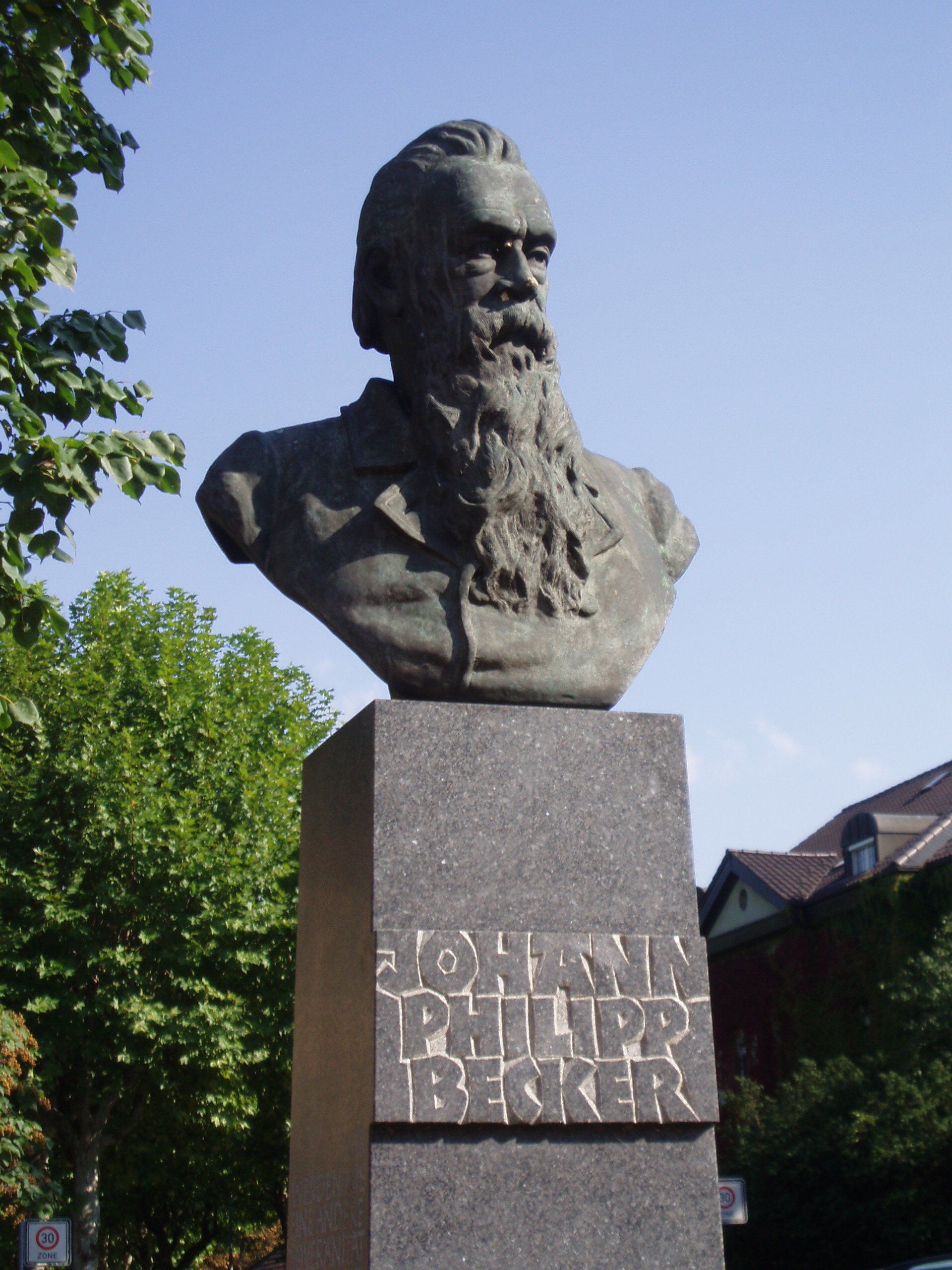
Büste in Frankenthal

- Den Namen Johann Philipp Becker erhielten am 1. März 1967 ein Regiment der Nationalen Volksarmee der DDR (NVA) wie auch dessen Kaserne im Dessauer Ortsteil Alten.[5]
- Eine Büste Beckers von Gerhard Geyer befand sich seit 1979 im Ehrenhain auf dem Gelände der Kaserne. Sie war ein Geschenk der Stadt an das Regiment. Am 18. November 1991 wurde die Büste dem Militärhistorischen Museum in Dresden übergeben.
- In Beckers Geburtsort Frankenthal wurde 1986 anlässlich seines 100. Todestages eine Büste aufgestellt.
- In Waghäusel ist zur Erinnerung an das Gefecht bei Waghäusel die Johann-Philipp-Becker-Straße nach ihm benannt
- Anlässlich des 200. Geburtstages von Johann Philipp Becker organisierten der DGB-Ortsverband und die Naturfreunde Frankenthal eine Gedenkveranstaltung mit Demonstrationszug.

## Werke

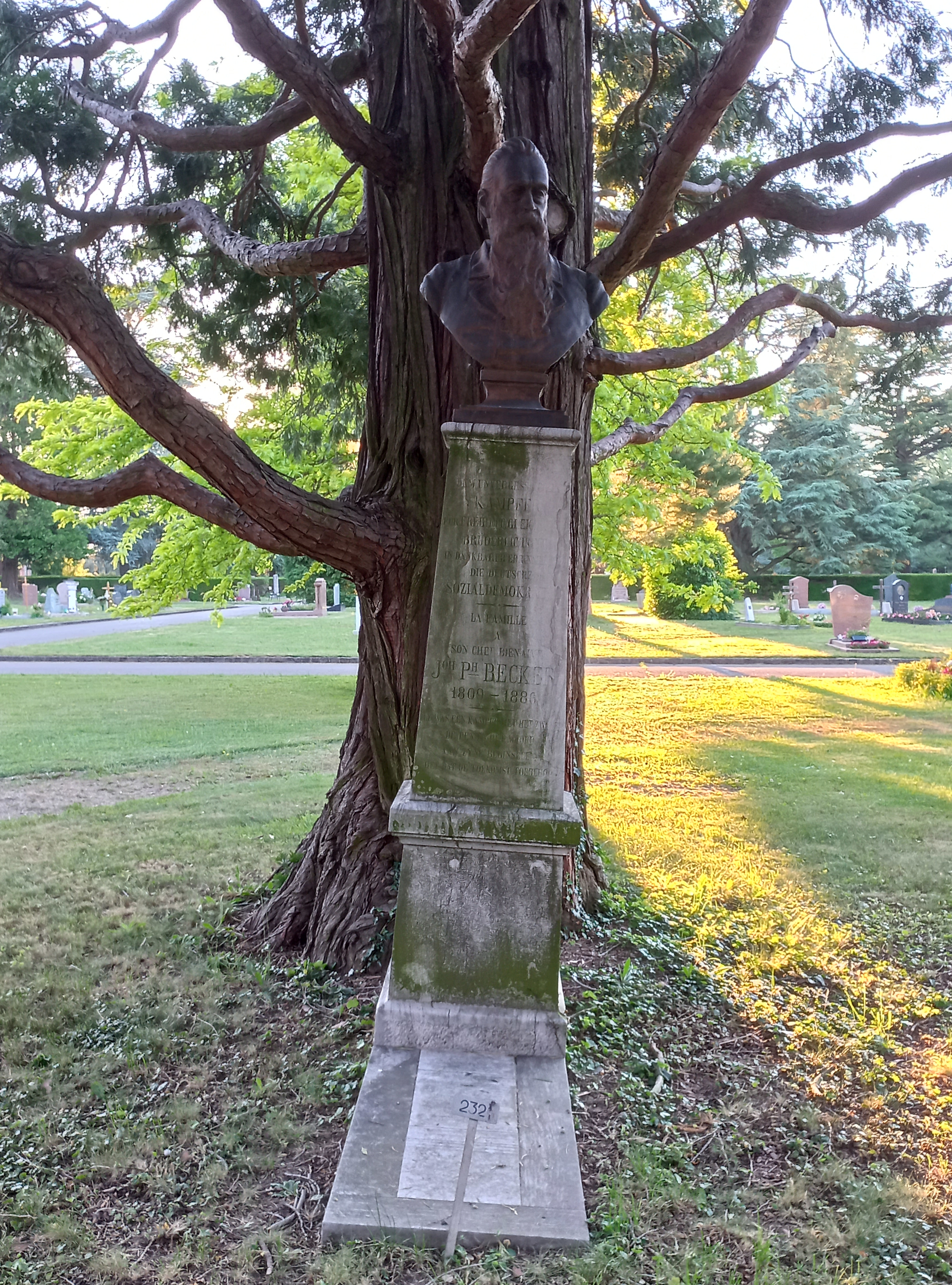
Beckers Grab auf dem Cimetière de Saint-Georges in Genf

- Ein Wort über die Fragen der Zeit. Bellevue bei Konstanz 1841
- Johann Philipp Becker: Rede auf dem Hambacher Fest. Abgedruckt in Wirth: Das Nationalfest der Deutschen zu Hambach. Neustadt a.H., 1832, S. 85–87
- Die Neutralität nach dem Mährchen vom Menschenfresser erzählt. Grbr. Benz, Biel 1848 Digitalisat
- Das Generalkommando der Volkswehr an die Wehrmannschaft, Karlsruhe, den 26. Mai 1849. In: Karl Obermann: Flugblätter der Revolution. Berlin 1970, S. 424–425.
- Johann Philipp Becker, Christian Essellen: Geschichte der süddeutschen Mairevolution des Jahres 1849. Genf 1849 Internet Archive
- Wie und wann? Ein ernstes Wort über die Fragen und Aufgaben der Zeit. Genf / London / Manchester 1862 Digitalisat
- Polen die Diplomatie und die Revolution. Deutsche Verlagshalle, Genf 1863 Digitalisat
- Offener Brief an die Arbeiter über Schulze-Delitzsch und Ferdinand Lassalle, die Bourgeoisie und das Proletariat. Genf, 1863
- Der Vorbote: politische und sozial-ökonomische Monatsschrift; Zentralorgan der Sektionsgruppe Deutscher Sprache der Internationalen Arbeiterassoziation. Redigiert von Joh. Ph. Becker. Genf, Jg.1/1866-Jg.6/1871. (Reprint: Dietz, Berlin 1963) Band 1 1866 Digitalisat Bd. 3 und 4 1868-1869 Digitalisat
- Programm der Internationalen Arbeiter-Assoziation. In: Demokratisches Wochenblatt. Nr. 31 Beilage vom 1. August 1868, Nr. 32 Beilage vom 8. August 1868, Nr. 33 Beilage vom 15. August 1868
- Die Internationale Arbeiter-Association und die Arbeitsbewegung in Basel im Winter 1868 auf 1869. Genf, 1869
- Neue Stunden der Andacht. Psalmen in Reimform. Kriterien und Satire. Deutsche Verlagshalle, Genf 1874
- A bas les Masques. Henri Rochefort[6] & le Gutenberg. Imprimerie Coopérative, Genéve 1878[7]

### Biographien und Militärhistorisches
(chronologisch sortiert)
- Friedrich Engels: Die deutsche Reichsverfassungs-Campagne. In: Neue Rheinische Zeitung. Politisch-ökonomische Revue. Hamburg 1850
- Oberstleutnant a. D. Staroste: Tagebuch über die Ereignisse in der Pfalz und Baden im Jahre 1849. Verlag der Riegelschen Buch- und Musikalienhandlung. Potsdam 1852
- W. B.: Vom alten Becker. Zur Erinnerung an einen Veteranen der Arbeiterbewegung. In: Die Neue Zeit. Revue des geistigen und öffentlichen Lebens. 5(1887), Heft 7, S. 298–306. Digitalisat
- Albert Maag: J. P. Becker von Biel und die deutsche Legion (1849). In: Basler Zeitschrift für Geschichte und Altertumskunde, Bd. 3, 1904, S. 285–298. (Digitalisat)
- Franz Mehring: Johann Philipp Becker. In: Die Neue Zeit. Wochenschrift der deutschen Sozialdemokratie. 27.1908–1909, 1. Band (1909), Heft 26, S. 937–939. Digitalisat
- Ein vergessener Frankenthaler. Johann Philipp Becker : *1809, + 1886. In: Monatsschrift des Frankenthaler Altertumsvereins. 35 (1927), S. 32–33.
- Ein vergessner Mitbegründer der Arbeiter-Internationale. * 1809 Johann Philipp Becker † 1886. In: Der Wahre Jacob. Unterhaltungsbeilage. Nr. 4, 1927, S. 10–11. Digitalisat
- Kurt Baumann: Vom Hambacher Fest zur Sozialistischen Internationale. Die Lebensgeschichte Johann Philipp Beckers aus Frankenthal. In: Der arme Konrad aus Rheinland-Pfalz. 1950, S. 53–58.
- Karl Griewank: Becker, Johann Philipp. In: Neue Deutsche Biographie (NDB). Band 1, Duncker & Humblot, Berlin 1953, ISBN 3-428-00182-6, S. 717 f. (Digitalisat).
- Johann Philipp Becker. In: Franz Osterroth: Biographisches Lexikon des Sozialismus. Verstorbene Persönlichkeiten. Bd. 1. J. H. W. Dietz Nachf., Hannover 1960, S. 19–20.
- Georg Trübner: Der Deutsche Republikaner Johann Philipp Becker als Mitstreiter für die Erringung demokratischer Ziele in der Schweiz. In: International Review of Social History. 1961, S. 256–276.
- Rolf Dlubek: Johann Philipp Becker. Vom radikalen Demokraten zum Mitstreiter von Marx und Engels in der ersten Internationale (1848-1864/65). 2 Teile. Berlin 1964.
- Ernst Engelberg: Johann Philipp Becker in der ersten Internationale. Fragen der Demokratie und des Sozialismus. Dietz Verlag, Berlin 1964
- Becker, Johann Philipp. In: Lexikon sozialistischer deutscher Literatur. Leipzig 1964, S. 102–104 Bibliografie S. 104.
- Georg Trübner: Johann Philipp Becker und die Revolution 1848. In: International Review of Social History, Band 10, Nr. 3, 1965, S. 410–428. JSTOR:44583666, abgerufen am 12. Nov. 2023.
- Rolf Dlubek: Ein deutscher Revolutionsgeneral. Johann Philipp Becker in der Reichsverfassungskampagne. In: Jahrbuch für Geschichte 7, Berlin 1972, S. 557–611.
- Karl Schmiedel: Johann Philipp Becker. General der Revolution. Militärverlag der DDR, Berlin 1986. ISBN 3-327-00020-4.
- Beatrix W. Bouvier: Die Internationale Arbeiterassoziation und die Rolle Johann Philipp Beckers. In: dieselbe: Französische Revolution und deutsche Arbeiterbewegung. Bonn 1982, S. 187–191. (=Veröffentlichungen d. Inst. f. Sozialgeschichte Braunschweig)
- Rolf Dlubek: Der Briefwechsel zwischen Friedrich Engels und Johann Philipp Becker als unausgeschöpfte biographische Quelle. In: Küttler, Werner / Meier Helmut (Hrsg.): Gibt es erledigte Fragen an die Geschichte? – Beiträge eines wissenschaftlichen Kolloquiums aus Anlaß des 65. Geburtstages von Walter Schmidt am 1. Juli 1995 in Berlin. trafo verlag, Berlin 1996, 2. ergänzte Aufl. ISBN 3-89626-095-2.
- Rolf Dlubek: „Er war ein seltener Mann“. Johann Philipp Becker aus Frankenthal im Urteil seiner Zeitgenossen. In: Historischer Verein der Pfalz. Mitteilungen. 95 (1997), S. 203–242.
- Rolf Dlubek: Die Korrespondenz Johann Philipp Beckers als Präsident der Sektionsgruppe deutscher Sprache der Internationalen Arbeiterassoziation. In: Jürgen Herres, Manfred Neuhaus (Hrsg.): Politische Netzwerke durch Briefkommunikation. Briefkultur der politischen Oppositionsbewegungen im 19. Jahrhundert. Akademie Verlag, Berlin 2002. ISBN 3-05-003688-5, S. 117–176.
- Wolfgang Eckhardt: Bakunin und Johann Philipp Becker. Eine andere Perspektive auf den Beginn der Auseinandersetzungen zwischen Marx und Bakunin in der Ersten Internationale. In: Internationale wissenschaftliche Korrespondenz zur Geschichte der deutschen Arbeiterbewegung. 35 (1999), S. 66–122.
- Hans Werner Hahn (Hrsg.): Johann Philipp Becker. Radikaldemokrat, Revolutionsgeneral, Pionier der Arbeiterbewegung. (= Schriften der Siebenpfeiffer-Stiftung, Bd. 5). Thorbecke, Stuttgart 1999, ISBN 3-7995-4905-6.
- Gerhard Nestler: Johann Philipp Becker. In: Biographisches Lexikon zur Geschichte der demokratischen und liberalen Bewegungen in Mitteleuropa (Bd. 2/Teil 1), hrsg. von Helmut Reinalter, Peter Lang, Frankfurt a. M. u. a. 2005, S. 23–25.

### Briefe
- Reinhold Rüegg: Aus Briefen an Johann Philipp Becker. In: Die Neue Zeit. Revue des geistigen und öffentlichen Lebens. 6(1888), Heft 10, S. 449–463. Digitalisat
- Reinhold Rüegg: Aus Briefen an Johann Philipp Becker. In: Die Neue Zeit. Revue des geistigen und öffentlichen Lebens. 6(1888), Heft 11, S. 505–518. Digitalisat
- Reinhold Rüegg: Aus Briefen an Johann Philipp Becker. In: Die Neue Zeit. Revue des geistigen und öffentlichen Lebens. 6(1888), Heft 12, S. 558–569. Digitalisat
- Friedrich Adolph Sorge: Briefe und Auszüge aus Briefen von Joh. Phil. Becker, Jos. Dietzgen, Friedrich Engels, Karl Marx u. A. an F. A. Sorge und Andere. J. H. W. Dietz Nachfolger, Stuttgart 1906. Digitalisat

### Belletristik
- Stefan Heym: The Lenz papers, London, 1965 (dt.: Die Papiere des Andreas Lenz bzw. Lenz oder die Freiheit. Goldmann Verlag. ISBN 3-442-07103-8)